# 남서수오미

지역 문장

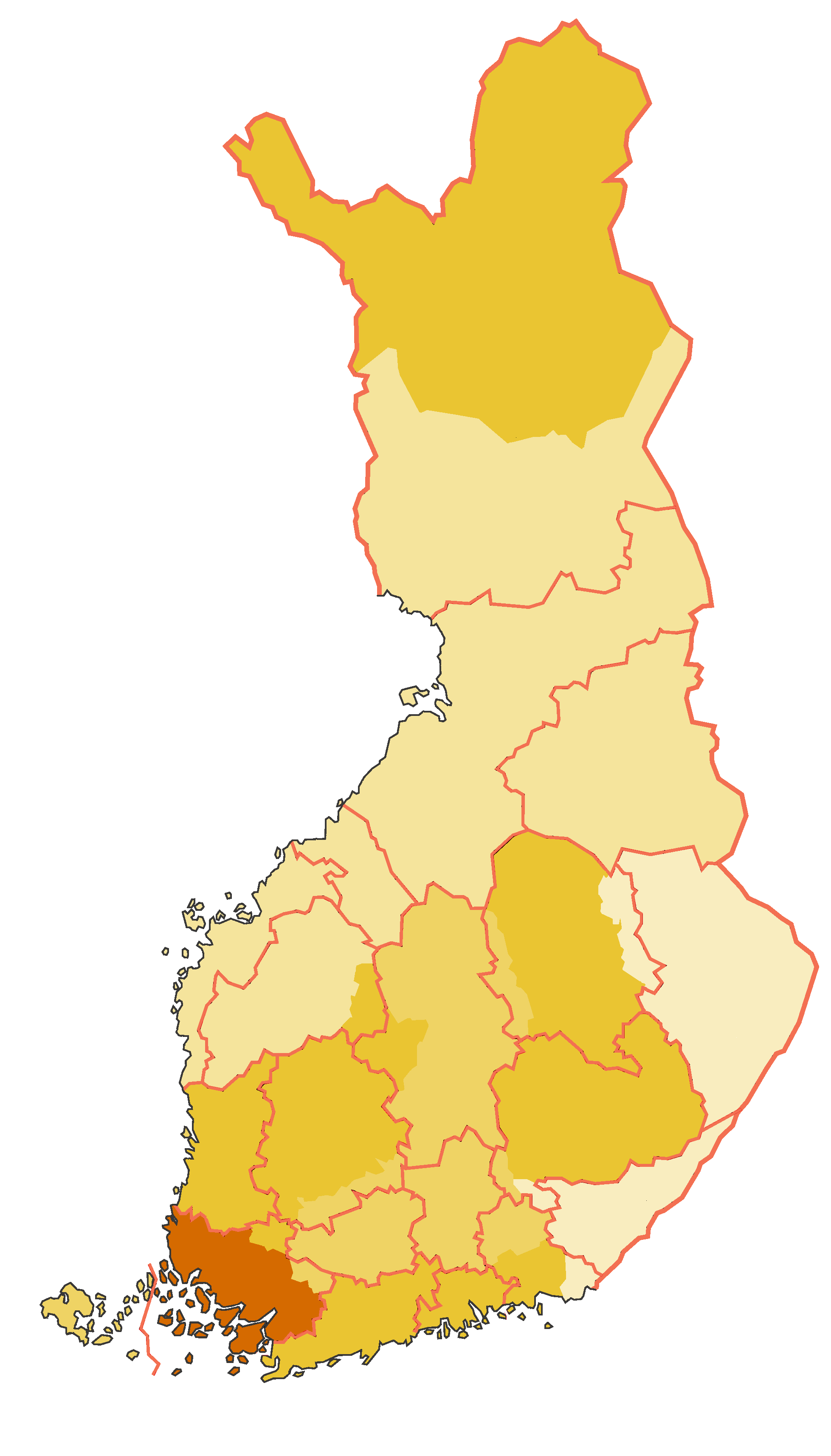
남서수오미의 위치 (갈색으로 표시된 지역)

남서수오미(핀란드어: Varsinais-Suomi 바르시나이스수오미[*])는 핀란드의 역사적 지역으로 현재의 핀란드 남서부에 해당한다. 투르쿠와 투르쿠성을 중심으로 하며 흔히 협의의 핀란드(스웨덴어: Egentliga Finland, 영어: Finland Proper)라고 부르기도 한다. 핀란드의 역사적 지역인 사타쿤타, 헤메, 우시마와 접하며 발트해를 경계로 올란드 제도와 떨어져 있다.

## 행정 구역
1917년부터 1997년까지는 투르쿠 포리 주, 1997년부터 2009년까지는 서핀란드 주에 속해 있었다. 2010년 1월 1일을 기해 핀란드의 주가 폐지된 이후부터는 남서수오미 지역에 속해 있다.

## 역사
13세기부터 스웨덴의 지배를 받았으며 1809년 스웨덴이 핀란드를 러시아 제국에 할양했다. 행정상의 기능은 이미 상실했지만 오늘날 이 지역에는 스웨덴과 러시아 제국 시대의 유산이 남아 있다. 핀란드(Finland)라는 용어는 원래 스웨덴어로 남서수오미 지역을 가리키는 용어였지만 나중에 외스테를란드(현재의 핀란드 남부에 있던 스웨덴의 역사적 지역)를 가리키는 용어로 바뀌게 되었다.